# Švédsko na Zimních olympijských hrách 2018
Švédsko se účastnilo Zimních olympijských her 2018 v Pchjongčchangu v Jižní Koreji od 9. do 25. února 2018.

## Medailisté
| Medaile | Jméno                                                                          | Sport           | Disciplína              | Datum     |
| ------- | ------------------------------------------------------------------------------ | --------------- | ----------------------- | --------- |
| Zlato   | Charlotte Kallaová                                                             | Běh na lyžích   | Ženy 15 km skiatlon     | 10. února |
| Zlato   | Stina Nilssonová                                                               | Běh na lyžích   | Ženy sprint             | 13. února |
| Zlato   | Hanna Öbergová                                                                 | Biatlon         | Ženy vytrvalostní závod | 15. února |
| Zlato   | Frida Hansdotterová                                                            | Alpské lyžování | Ženy slalom             | 16. února |
| Zlato   | André Myhrer                                                                   | Alpské lyžování | Muži slalom             | 22. února |
| Zlato   | Peppe Femling Fredrik Lindström Jesper Nelin Sebastian Samuelsson              | Biatlon         | Štafeta mužů            | 23. února |
| Zlato   | Anna Hasselborgová Agnes Knochenhauer Sofia Mabergs Sara McManus Jennie Wåhlin | Curling         | Turnaj žen              | 25. února |
| Stříbro | Sebastian Samuelsson                                                           | Biatlon         | Muži stíhací závod      | 12. února |
| Stříbro | Charlotte Kallaová                                                             | Běh na lyžích   | Ženy 10 km volně        | 15. února |
| Stříbro | Ebba Anderssonová Anna Haagová Charlotte Kallaová Stina Nilssonová             | Běh na lyžích   | Ženy štafeta 4×5 km     | 17. února |
| Stříbro | Charlotte Kallaová Stina Nilssonová                                            | Běh na lyžích   | Ženy sprint dvojic      | 21. února |
| Stříbro | Mona Brorssonová Linn Perssonová Anna Magnussonová Hanna Öbergová              | Biatlon         | Ženy štafeta            | 22. února |
| Stříbro | Niklas Edin Oskar Eriksson Henrik Leek Christoffer Sundgren Rasmus Wranå       | Curling         | Turnaj mužů             | 24. února |
| Bronz   | Stina Nilssonová                                                               | Běh na lyžích   | Ženy 30 km klasicky     | 25. února |